# Klarinet
Klarinet je glasbeni inštrument, ki spada v skupino pihal in je eden od osnovnih inštrumentov simfoničnih, pihalnih in drugih orkestrov, uporablja pa se tudi drugje v glasbi.

## Zgodovina
Prvi klarinet je zasnoval Johann C. Denner okoli leta 1690 s tem, ko je nadgradil predhodnika chalumeau, ki je prvi znan enotrisni inštrument. Ta izdelovalec glasbil iz Nürnberga je s pomočjo svojega sina Jacoba izboljšal chalumeau in nastal je inštrument, ki ga danes poznamo kot klarinet. Z dodatkom dveh tipk je Danner klarinetu povečal razpon tonov za dve oktavi. Izboljšal je tudi ustnik in odmevnik klarineta.
Leta 1843 je bil klarinet dodatno izboljšan, ko je Hyacinthe Klosé vgradil sistem tipk za flavte Boehm na klarinet. 
Prvi skladatelj, ki je uporabil klarinet v simfoniji, je bil Mozart.

## Opis
Današnji kakovostni klarineti so narejeni iz ebenovine, trdega afriškega lesa, še posebej iz grenadila, medtem ko so začetniški izdelani predvsem iz plastike. Nekateri elementi, kot je npr. ustnik, so narejeni iz ebonita. Na glasbilo se igra s pomočjo jezička, ki med igranjem vibrira in tako ustvarja zvok.
Na glavnem delu so nameščene razne zaklopke, ki s pokrivanjem luknjic omogočajo igranje različnih tonov. Razpon tonov je odvisen od modela klarineta in je pri navadnem B klarinetu od e do c4. 
Sestavni deli klarineta so ustnik, sodček, dva glavna dela in odmevnik. 

### Ustnik
Ustnik je del, v katerega se piha. Nanj se s pomočjo zaklopke namesti jeziček. Med pihanjem pritrjeni jeziček vibrira in s tem  ustvarja zvok. 

### Glavna dela
Leva roka se med igranjem oklepa zgornjega dela (bližjega sodčku), medtem ko desna drži spodnji del (bližji odmevniku). Tipke in luknje so razporejene tako, da so enostavno dostopne prstom. Kazalec, sredinec in prstanec obeh rok ter palec leve roke so zadolženi za luknje, palec desne roke je zadolžen za podporo klarineta, oba mezinca pa sta zadolžena za svoje 4 tipke. To je osnovna pozicija in zadolžitev prstov na klarinetu.

### Odmevnik
Odmevnik obstaja v več dolžinah za posamezno vrsto klarineta. Razlike v dolžinah odmevnika istega tipa klarineta so večinoma po nekaj milimetrov.Čeprav zrak pri tonih, kot so G1, B1 (Hb1) in A1, skoraj ne pride do odmevnika, je le-ta zelo pomemben pri razpršenju in ojačanju zvoka. Pri tonu e (mali e) pa izhaja ves vpihan zrak skozi odmevnik, saj so pri njem vse luknje zaprte.

## Uglaševanje
Klarineti so največkrat uglašeni v B ali A (ti so cenejši od drugih), pa tudi v C, Eb, D in Ab. Ostale vrste klarinetov so basovski klarinet, altovski klarinet, kontra-altovski klarinet, basetni klarinet, basetni rog in kontrabasovski klarinet.
Med uglasitvijo inštrumenta v skupini inštrumentov se klarinet najpogosteje uglašuje v zveneči B1 (H1b), torej C2 na B (Hb) uglašenem klarinetu. Razlog za to je dejstvo, da je ton B1 (H1b) najmanj zveneči ton na klarinetu. Ker že majhna nepravilnost v velikosti luknje, razmakom med luknjami in dolžino celotnega klarineta vpliva na ton, obstaja sodček v več dolžinah, da to napako odpravi.

## Lira
Lira je majhno notno stojalo, katerega se pritrdi na inštrument. Uporablja se jo med parado oz. drugim igranjem, ko orkester ali skupina glasbenikov nima možnosti za postavitev klasičnega stojala. Za klarinet obstajajo tri pozicije za liro, med katerimi je najpogostejša pozicija med spodnjim glavnim delom in odmevnikom (na kovinskem obroču odmevnika), specializirane lire je možno postaviti med oba glavna dela klarineta (na zgornji obroč spodnjega glavnega dela), najredkeje pa med sodček in zgornji glavni del (na spodnji obroč sodčka). Sama lira je najpogosteje sestavljena iz štirih posameznih delov. Zgornji del je stojalce v obliki lire s ščipalkasto zaklopko, ki drži note na liri, spodnji del je obroč, ki se ga postavi okoli klarineta (ti se razlikujejo po debelini in polmeru obroča, odvisno od tega, kam je namenjena lira), tretji del je vijak (na sliki na desni spodaj), ki drži oba dela obroča skupaj, zadnji pa je matica med obročem in stojalcem. Ta je namenjena temu, da se lahko stojalce zatisne pod pravim kotom glede na obroč. Ta matica ni obvezna, nekatere lire so iz enega samega kosa brez možnosti obračanja stojalca.

## Vzdrževanje inštrumenta
Po igranju je inštrument poln sline, zato ga je treba očistiti s pomočjo krpe z vrvjo in utežjo, katero se spusti skozi celoten inštrument v smeri teka sline (skozi ustnik notri in skozi odmevnik ven). Z navadno krpico se nato obriše jeziček. Vsakih nekaj sestavljanj inštrumenta se na pluto med kosi inštrumenta namaže plutno mast. Po nekaj letih rabe inštrumenta se pluta počasi razrahlja. To se sicer da popraviti, a veliko cenejša rešitev je ta, da se na manjkajočo pluto nanese šivalno nit. Poleg tega se na določenih tonih krom ali srebro, s katerim so prevlečene tipke, olupi zaradi pogostega drgnjenja prstov. To se najlažje odpravi s finim brusilnim papirjem. Ponovno kromiranje/srebrenje je veliko dražje.

## Jeziček
Jeziček je lesena ploščica, ki vibrira in s tem ustvarja zvok; nameščen je na ustnik in pripet s pomočjo priponke za jeziček. Razpoka med jezičkom in ustnikom mora biti dovolj široka, da vpihan zrak pride skozi, a hkrati dovolj ozka, da ta zrak povroči vibriranje jezička. Jezičke izdelujejo v mnogih debelinah. Te označujejo številke na samem jezičku. Najpogostejše so od 0,5 - 3,5 s preskoki po 0,5. Za začetnika je najprimernejša 0,5 a kakor se razvijajo pljuča je treba prehajati na debelejše jezičke. Količina zraka se z večanjem volumna pljuč veča, zato so manjše debeline vedno manj primerne, saj ob premočnem pihanju klarinet zapiska. V nižjih glasbenih šolah so najprimernejše debeline 1,5 za začetnika (da vzpodbudijo razvoj pljuč), nato 2,0 po 1-3 letih (lahko prej ali kasneje, odvisno od pripravljenosti igralca) in nato 2,5 po okoli 4-5 letih igranja. Jeziček pri klarinetu je ožji kot jeziček pri saksofonu, zato je pogosta napaka med novinci, da kupijo napačen jeziček.